# Robert LeFevre
Pour le peintre français, voir Robert Lefèvre.
Pour les articles homonymes, voir LeFebvre.
Robert LeFevre, né en 1911 et mort en 1986, était un homme d'affaires libertarien, un animateur de radio et le premier théoricien de l'autarchisme.

## Freedom School
En 1957, LeFevre fonda la Freedom School, qu'il dirigea jusqu'en 1968, à Colorado Springs dans le Colorado. Cette école était destinée à instruire les gens suivant la philosophie de LeFevre en matière de liberté et d'économie de marché. S'y est ajouté le Rampart College, un cycle indépendant de quatre ans, en 1963. Ces deux institutions partageaient le même campus et disposaient d'une presse, la Pine Tree Press, qui publiait des travaux pour les deux dont un journal d'information pour la Freedom School, le Rampart Journal of Individualist Thought (de 1965 à 1968) et un tabloïd local. Après la fermeture du Rampart College, LeFevre poursuivit son œuvre en Caroline du Sud sous la direction de l'homme d'affaires Roger Milliken.
Parmi les professeurs de la Freedom School, on pouvait trouver Roger Wilder Lane, Milton Friedman, F.A. Harper, Frank Chodorov, Leonard Read, Gordon Tullock, G. Warren Nutter, Bruno Leoni, James J. Martin et Ludwig von Mises.

## Idées
LeFevre pensait que la loi naturelle surpassait les lois positives du gouvernement, et que la société américaine devait entreprendre des réformes de marché libre pour prospérer économiquement. Il pensait aussi qu'attribuer les bienfaits de la société au gouvernement était comparable à récompenser les criminels pour s'être abstenus d'avoir trop commis de méfaits. Pour lui tout gouvernement procède de traditions et d'institutions qui contrôlent nos vies en violant nos droits de propriété, restreignant notre liberté et mettant en danger nos vies sous prétexte de nous protéger de nous-mêmes.

## Influence dans le mouvement libertarien
LeFevre a été influent dans le mouvement libertarien mais se distinguait des libertariens modernes de deux façons. Les libertariens s'appuient sur le principe de non-agression selon lequel toute initiation d'usage de force ou de tromperie est moralement condamnable, mais que l'usage de la force en défense contre une telle agression est acceptable. LeFevre allait plus loin en défendant une position parfaitement pacifiste, considérant que tout usage de violence est moralement injustifiable. L'autre distinction se trouve dans son attitude par rapport au vote et aux partis politiques. Bien que de nombreux libertariens les considèrent comme acceptables, et ont créé dans certains pays leur propre parti libertarien. LeFevre considérait le vote comme un acte d'agression et s'opposait à toute participation politique.
LeFevre voulait l'abolition de l'État mais employait le terme "autarchisme" (auto-gouvernement) pour décrire sa position, pour la distinguer de l'anarchisme. Ceci était dû en partie à l'association populaire entre l'anarchisme et la violence, mais LeFevre ne s'est jamais considéré lui-même comme anarchiste, ainsi qu'il le déclare sans détour dans ses "Commentaires".

## Influence dans la littérature
Robert LeFevre a servi de modèle pour le personnage du Professeur Bernardo de la Paz, l'architecte de la révolution lunaire dans Révolte sur la Lune, le roman de Robert Heinlein.